# Anelaphus cinereus
Anelaphus cinereus là một loài bọ cánh cứng trong họ Cerambycidae.